# 1770 au théâtre
| Années du théâtre : 1767 - 1768 - 1769 - 1770 - 1771 - 1772 - 1773    |
| Décennies du théâtre : 1740 - 1750 - 1760 - 1770 - 1780 - 1790 - 1800 |

## Événements
- 26 janvier : le Théâtre du Palais-Royal à Paris, détruit par un incendie en 1763, rouvre après sa reconstruction.
- La troupe des Comédiens-Français quitte l'Hôtel des Comédiens du Roi en raison de son état vétuste et s'installe dans la salle des Machines du Palais des Tuileries ; elle y restera jusqu'en 1782.
- Marie-Antoinette-Joseph Saucerotte, dite Mademoiselle Raucourt, connaît son premier succès à 14 ans au théâtre de Rouen en jouant le rôle d'Euphémie dans la tragédie Gaston et Bayard de Pierre Laurent Buirette de Belloy.

## Pièces de théâtre publiées
- Les Deux Amis ou le Négociant de Lyon, drame de Beaumarchais, Paris, veuve Duchesne Lire en ligne.

## Pièces de théâtre représentées
- 13 janvier : Les Deux Amis ou le Négociant de Lyon, drame de Beaumarchais, Paris, Comédie-Française.
- 3 mars : A Word to the Wise (en), comédie de Hugh Kelly, Londres, Théâtre royal de Drury Lane.
- 24 mars : Timanthe (en), tragédie de John Hoole, Londres, Covent Garden Theatre.
- 22 juin : The Lame Lover (en),  comédie de Samuel Foote, Londres, Theatre Royal Haymarket.
- 27 octobre : Les Deux Avares, comédie mêlée d'ariettes de Charles-Georges Fenouillot de Falbaire de Quingey, Fontainebleau, théâtre du château de Fontainebleau.
- 31 octobre : L’Indienne, comédie mêlée d’ariettes de Nicolas-Étienne Framery, Paris, Théâtre italien.
- 6 décembre : Les Deux Avares, comédie mêlée d'ariettes de Charles-Georges Fenouillot de Falbaire de Quingey, Paris, Théâtre italien.
- Pygmalion, mélodrame (scène lyrique) de Jean-Jacques Rousseau, Lyon, Hôtel de ville.

## Naissances
- 25 mars : Nicolas Cammaille-Saint-Aubin, acteur et auteur dramatique français, mort le 26 août 1832.

## Décès
- 19 janvier : Louis-François Paulin, acteur français, sociétaire de la Comédie-Française, né en 1711.
- 19 novembre : François-Augustin de Paradis de Moncrif, écrivain et dramaturge français, né en 1687.
- 28 décembre : Madeleine-Angélique de Gomez, romancière et dramaturge française, née le 22 novembre 1684.